# Copa del Mundo de Salto Ecuestre
La Copa del Mundo de Salto Ecuestre es una competición de salto ecuestre organizada por la Federación Ecuestre Internacional que se desarrolla en instalaciones cubiertas.
Actualmente se denomina Rolex FEI World Cup™ Jumping debido al patrocinio de la empresa Rolex. Entre 1978 y 1999 el patrocinador fue Volvo.
Se disputa anualmente en varias ligas distribuidas geográficamente por todo el mundo. Cada liga se compone de un circuito de Concursos de Saltos Internacionales (CSI-W) donde los jinetes y amazonas compiten a nivel individual, a diferencia de la Copa de las Naciones donde lo hacen por equipos.
La temporada 2010-11 incluye 14 ligas y 132 concursos, donde se deciden los 20 participantes europeos, 15 estadounidenses, 5 canadienses y 5 del resto del mundo que se clasifican para la final.
La última final realizada en la Copa del Mundo de Salto Ecuestre (FEI World Cup Show Jumping Final) fue celebrada en Leipzig (Alemania del 27 de abril al 1 de mayo de 2011.